# Andreï Sergueïev
Pour les articles homonymes, voir Sergueïev.
Andreï Nikolaïevitch Sergueïev - en russe : Андрей Николаевич Сергеев, et en anglais : Andrei Sergeyev - (né le 26 mars 1991 à Simferopol dans la RSSA de Crimée) est un joueur professionnel russe de hockey sur glace. Il évolue au poste de défenseur.

## Biographie
Formé au Neftekhimik Nijnekamsk, il débute en senior avec l'équipe réserve dans la Pervaïa liga, le troisième échelon russe en 2007. Il participe à une cinquantaine de rencontres.
La saison suivante, il s'aguerrit dans la Vyschaïa liga chez le Neftianik Leninogorsk. Il marque dix neuf points en quarante six matchs. Il représente la Russie en sélections jeunes. Il est sélectionné pour le Championnat du monde moins de 18 ans 2009. La Russie remporte l'argent. L'équipe s'incline en finale 5-0 contre les américains, organisateurs de la compétition.
Le 14 septembre 2009, il joue son premier match dans la Ligue continentale de hockey avec l'équipe première face au HK Spartak Moscou. Il ne s'impose pas et alors est mis à disposition de l'équipe junior et de l'Ariada-Akpars Voljsk. La KHL a créé en début de saison la Molodiojnaïa Hokkeïnaïa Liga (MHL) afin d'aguérir les jeunes joueurs de ses équipes. Le Reaktor est le nom donné à l'équipe junior du Neftekhimik. L'équipe se classe quatrième de la division est. Lors des séries éliminatoires de la Coupe Kharlamov, l'équipe s'incline en quart de finale 3 victoires à 1 face aux Kouznetskie Medvedi. Les Kouznetskie Medvedi sont l'équipe réserve du Metallourg Novokouznetsk, et comptent dans leur rang le gardien Sergueï Bobrovski mais aussi Maksim Kitsyne et Dmitri Orlov. Sergueïev prend part à trente parties de saison régulière et sept de séries éliminatoires. L'Ariada-Akpars Voljsk est l'équipe réserve du Neftekhimik dans la Vyschaïa Liga. Le défenseur dispute vingt matchs de saison régulière ainsi que les séries éliminatoires de la Coupe Bratine. L'équipe s'incline trois victoires à une en huitième de finale face au Dizel Penza.
En 2010, Sergueïev joue un match de KHL avant d'être laissé à disposition du Reaktor. Krikounov dispose de nombreux défenseurs, et Sergueïev est barré par la concurrence. Krikounov préférant utiliser Maksim Berezine qui a le même âge que Sergueïev. Les deux défenseurs sont membres de l'équipe de Russie lors du championnat du monde junior 2011. La Sbornaïa remporte l'or en s'imposant en finale 5-3 face au Canada après avoir été menée 3-0 à la fin du deuxième tiers-temps.
Le 29 janvier 2011, il est échangé au HK CSKA Moscou en retour de Iakov Rylov. Il ne rejoint pas l'équipe immédiatement puisqu'il est sélectionné pour prendre part à l'Universiade d'hiver 2011 disputée à Erzurum. La Russie remporte la médaille d'or. De retour en Russie, il fait ses débuts avec le CSKA entraîné par Sergueï Nemtchinov. Il marque son premier but lors de son premier match contre le Metallourg Magnitogorsk le 16 février 2011. Le CSKA, dixième de sa conférence ne se qualifie pas pour les séries éliminatoires de la Coupe Gagarine. Il est alors mis à disposition de la Krasnaïa Armia, l'équipe MHL du CSKA. L'équipe décroche la Coupe Kharlamov 2011 en battant en finale les Stalnye Lissy, équipe réserve du Metallourg Magnitogorsk, les tenants du titre.
En novembre 2011, il est appelé pour participer à Coupe de Polésie, manche de l'Euro Ice Hockey Challenge avec la Russie B. Le 10 novembre, pour sa première partie avec cette sélection, il marque son premier but lors d'une victoire 5-0 face au Danemark.
Le 30 janvier 2013, une transaction l'amène à l'Amour Khabarovsk en retour d'Igor Ojiganov.
Il remporte la Coupe Gagarine 2025 avec le Lokomotiv Iaroslavl.

## Trophées et honneurs personnels

### Ligue continentale de hockey
- 2011 : nommé recrue du mois d'octobre.

## Statistiques

### En club
| Saison    | Équipe                   | Ligue         |                   | Saison régulière  | Saison régulière  | Saison régulière  | Saison régulière  | Saison régulière |   | Séries éliminatoires | Séries éliminatoires | Séries éliminatoires | Séries éliminatoires | Séries éliminatoires |
| Saison    | Équipe                   | Ligue         | PJ                | B                 | A                 | Pts               | Pun               | PJ               | B | A                    | Pts                  | Pun                  |                      |                      |
| 2007-2008 | Neftekhimik Nijnekamsk 2 | Pervaïa liga  | 54                | 4                 | 3                 | 17                | 54                |                  |   |                      |                      |                      |                      |                      |
| 2008-2009 | Neftianik Leninogorsk    | Vyschaïa liga | 46                | 6                 | 13                | 19                | 84                |                  |   |                      |                      |                      |                      |                      |
| 2009-2010 | Neftekhimik Nijnekamsk   | KHL           | 1                 | 0                 | 0                 | 0                 | 0                 |                  |   |                      |                      |                      |                      |                      |
| 2009-2010 | Ariada-Akpars Voljsk     | Vyschaïa liga | 20                | 2                 | 7                 | 9                 | 65                | 3                | 0 | 0                    | 0                    | 2                    |                      |                      |
| 2009-2010 | Reaktor                  | MHL           | 30                | 4                 | 5                 | 9                 | 46                | 7                | 3 | 3                    | 6                    | 8                    |                      |                      |
| 2010-2011 | Neftekhimik Nijnekamsk   | KHL           | 2                 | 0                 | 0                 | 0                 | 2                 | -                | - | -                    | -                    | -                    |                      |                      |
| 2010-2011 | HK CSKA Moscou           | KHL           | 3                 | 1                 | 0                 | 1                 | 8                 | -                | - | -                    | -                    | -                    |                      |                      |
| 2010-2011 | Reaktor                  | MHL           | 30                | 5                 | 12                | 17                | 58                | -                | - | -                    | -                    | -                    |                      |                      |
| 2010-2011 | Krasnaïa Armia           | MHL           | 5                 | 0                 | 1                 | 1                 | 8                 | 15               | 1 | 2                    | 3                    | 30                   |                      |                      |
| 2011-2012 | HK CSKA Moscou           | KHL           | 49                | 1                 | 4                 | 5                 | 48                | 5                | 0 | 0                    | 0                    | 40                   |                      |                      |
| 2011-2012 | Krasnaïa Armia           | MHL           | 4                 | 1                 | 2                 | 3                 | 16                | 1                | 0 | 0                    | 0                    | 2                    |                      |                      |
| 2012-2013 | HK CSKA Moscou           | KHL           | 46                | 2                 | 5                 | 7                 | 18                | -                | - | -                    | -                    | -                    |                      |                      |
| 2012-2013 | Amour Khabarovsk         | KHL           | 3                 | 0                 | 0                 | 0                 | 2                 | -                | - | -                    | -                    | -                    |                      |                      |
| 2013-2014 | HK Spartak Moscou        | KHL           | 51                | 4                 | 12                | 16                | 46                | -                | - | -                    | -                    | -                    |                      |                      |
| 2014-2015 | Iougra Khanty-Mansiïsk   | KHL           | 54                | 2                 | 18                | 20                | 24                | -                | - | -                    | -                    | -                    |                      |                      |
| 2015-2016 | Neftekhimik Nijnekamsk   | KHL           | 50                | 5                 | 6                 | 11                | 46                | 4                | 2 | 0                    | 2                    | 0                    |                      |                      |
| 2016-2017 | Neftekhimik Nijnekamsk   | KHL           | 53                | 4                 | 14                | 18                | 59                | -                | - | -                    | -                    | -                    |                      |                      |
| 2017-2018 | Neftekhimik Nijnekamsk   | KHL           | 39                | 2                 | 11                | 13                | 28                | 5                | 2 | 1                    | 3                    | 4                    |                      |                      |
| 2018-2019 | Neftekhimik Nijnekamsk   | KHL           | 43                | 3                 | 11                | 14                | 16                | -                | - | -                    | -                    | -                    |                      |                      |
| 2019-2020 | Neftekhimik Nijnekamsk   | KHL           | 52                | 2                 | 12                | 14                | 30                | 4                | 0 | 0                    | 0                    | 0                    |                      |                      |
| 2020-2021 | HK Dinamo Moscou         | KHL           | 59                | 6                 | 29                | 35                | 18                | 10               | 4 | 6                    | 10                   | 4                    |                      |                      |
| 2021-2022 | HK Dinamo Moscou         | KHL           | 48                | 5                 | 20                | 25                | 36                | 11               | 0 | 1                    | 1                    | 20                   |                      |                      |
| 2022-2023 | Lokomotiv Iaroslavl      | KHL           | 66                | 8                 | 19                | 27                | 38                | 12               | 0 | 4                    | 4                    | 4                    |                      |                      |
| 2023-2024 | Lokomotiv Iaroslavl      | KHL           | 62                | 5                 | 17                | 22                | 16                | 20               | 2 | 10                   | 12                   | 4                    |                      |                      |
| 2024-2025 | Lokomotiv Iaroslavl      | KHL           | Saison en cours ? | Saison en cours ? | Saison en cours ? | Saison en cours ? | Saison en cours ? |                  |   |                      |                      |                      |                      |                      |

### En équipe nationale
| Année | Évènement                            |   | PJ | B | A | Pts | +/- | Pun               |  | Résultat |
| 2009  | Championnat du monde moins de 18 ans | 7 | 0  | 2 | 2 | +8  | 6   | Médaille d'argent |  |          |
| 2011  | Championnat du monde junior          | 7 | 1  | 0 | 1 | +3  | 6   | Médaille d'or     |  |          |